# 矢口恭平
矢口 恭平（やぐち きょうへい、1981年6月8日 - ）は、日本の俳優、声優、タレント。山形県鶴岡市出身。MC企画所属。SPICY BOYS with Sugar Boyのメンバー。

## 略歴・人物
鶴岡工業高等学校、職業能力開発総合大学校東京校産業デザイン科卒業。
趣味・特技：バスケットボール、サイクリング
資格：普通自動車免許
SPICY BOYS with Sugar Boyでのメンバーカラーは黄色。
2023年10月6日、芸能活動の一部休止を発表。2024年9月25日、活動復帰を報告。

## 出演
太字はメインキャラクター。

### テレビドラマ
- 新選組！（2004年、NHK） - 隊士 役[4]
- 戦後60周年記念ドラマ「零のかなたへ～THE WINDS OF GOD～」（2005年9月10日、朝日放送） - 少尉 役
- はぐれ刑事純情派（テレビ朝日）
- キソウの女（テレビ朝日）
- 猿飛三世 第5話（2012年11月9日、NHK BSプレミアム） - 盲目の極貧武士 役[5]
- 純と愛 第37 - 39話（2012年、NHK） - 小池崇史 役
- 新・犯罪交渉人 百合子（2013年9月18日、BSジャパン）
- 遺品整理人 谷崎藍子 第4作（2014年1月20日、MBS・TBS） - 江藤竜山（青年期） 役[6]
- マッサン 第11話（2014年、NHK）※声の出演
- さくらのマグカップ（2022年4月25日・26日、テレビ大阪）[7]

### ウェブドラマ
- 長い髪（2018年1月31日、YouTube） - 吉岡 役[8]
- 花ひらくカーライフものがたり 第3話（2023年12月8日、YouTube） - 西谷直城 役[9]

### ショートムービー
- コトコトことでん（2017年）[10]
- 想いのこり（2018年）[11]
- 善通寺的な恋の始まりの物語（2019年）[12]

### 映画
- OLD RIDER（2011年）
- 拳銃と目玉焼（2014年10月18日） - 哲也 役[13]
- マンハント（2018年2月9日）
- カゴのナカのキズナ（2023年9月9日）[14]
- BOY MEETS HOME（2024年2月25日、立命館映像展2023）[15]
- 侍タイムスリッパー（2024年8月17日、京都国際映画祭2023）[16] - 坂本龍馬役の俳優 役

### 舞台
- 合歓版 くりすます・きゃろる（2008年12月11日 - 14日、シアターグリーン BOX in BOX THEATER） - 主役・古谷英輔 役
- 白雪姫と七人のム・フ・フ…（2009年9月25日 - 27日、あうるすぽっと） - 主役・永井慎一 役
- こちらトゥルーロマンス株式会社（2019年4月4日～7日、HEP HALL）[17]
- 朗読劇「遠き夏の日」（2023年8月18日・19日、心斎橋PARCO SPACE14）[18]

### テレビ番組
- 歌うコンシェルジュ（2010年 - 2012年、NHK総合） - レギュラーアシスタント
- 歴史秘話ヒストリア（NHK総合）
  - さよなら 愛しの故郷 ～長崎・グラバー邸 親子2代の物語～（2010年7月21日） - 倉場富三郎 役[19]
  - 私は“愛”を信じます ～絶対に裏切らない武将・高山右近～（2010年12月1日） - 高山右近 役[20]
  - 美しき武将 戦国アニキの秘密 ～長宗我部元親 信長・秀吉と戦う～（2012年5月16日） - 長宗我部盛親 役[21]
  - 大発見 歌麿の最高傑作 巨大美人画に秘められた真実（2014年3月5日） - 喜多川歌麿 役[22]
  - 心そろえて生き抜いてこそ 島津義弘・奇跡の敵中突破（2018年4月11日） - 島津豊久 役[23]
  - まぼろしのノーベル賞 世界初！がんを作った男（2018年11月28日） - 山極勝三郎（青年期） 役[24]
  - 「私は植物の精である」牧野富太郎 夢の植物図鑑（2019年1月30日）-牧野富太郎 役[25][26]
  - 五・一五事件 チャップリン暗殺計画（2019年5月15日） - 高野虎市 役[27]
  - 信長より20年早かった男 最初の「天下人」三好長慶（2019年6月19日） - 三好長慶 役[28]
- おはよう朝日土曜日です（2011年 - 2012年、ABC朝日放送） - レギュラーレポーター
- 西方笑土「踊るカマドウマの夜」（2012年、NHK BSプレミアム）
- 水野真紀の魔法のレストラン（2014年1月13日、MBS） - 山元克之 役（再現VTR）[29]
- ごごナマ 助けて！きわめびと（2017年5月26日、NHK総合）[30]
- 今すぐ覗きたい24の財布（TBS） - 再現VTR
- こたえてちょーだい！（フジテレビ）
- Dのゲキジョー 〜運命のジャッジ〜（フジテレビ）
- 所さんの画スタマイズ天国（フジテレビ）
- なまあらし LIVESTORM（フジテレビ）
- もしも体感バラエティ if（フジテレビ）
- めちゃ×2イケてるッ！（フジテレビ） - ラジオ体操仕掛人
- あなたに会えてよかった（フジテレビ） - 再現VTR
- ごきげんライフスタイル よ〜いドン！（関西テレビ） - 再現VTR
- 手づくり花づくりプラス 〜目指せ花メン！園芸男子〜（2017年 - 2022年、サンテレビ） - リポーター
- お笑いワイドショー マルコポロリ！（関西テレビ） - 再現VTR
  - （2017年6月4日） - 阿部祐二 役[31]
  - （2018年5月13日） - 清塚信也 役[32]
  - （2019年3月3日） - 天野浩成 役[33]
  - （2020年11月29日） - 本並健治 役[34]
  - （2021年9月19日） - 原田龍二 役[35]
  - （2022年7月17日） - 平子祐希（アルコ＆ピース） 役[36]
- ブータンが愛した日本人 ～向井理が見た、幸せの国のキセキ〜（2018年2月4日、読売テレビ） - ボイスオーバー
- まるごと市政（西宮CATV）
- NHKスペシャル「南海トラフ巨大地震」（2023年3月4日・5日、NHK総合）[37]

### ウェブ番組
- Obey Me! The Boys in the House（2021年4月9日 - 7月3日、YouTube）[38]

### ナレーション
- MUSICA ～音のおもてなし～（2009年 - 2011年、BS11）
- せやねん！「どこいこ？」（MBS）
- 時空の旅（西宮CATV）
- KYOTOの休日（2019年 - 2020年、KBS京都）[39]

### テレビアニメ
- SHIRANAMI THE TV 〜SHIRANAMI 5 参上！〜（2023年、ヤマト[40]）

### ウェブアニメ
- Obey Me! The Anime（ベルゼブブ）
  - Season 1（2021年）[41]
  - Season 2（2022年）[42]

### ゲーム
- Obey Me! シリーズ（ベルゼブブ）
  - Obey Me!（2019年）[43]
  - Obey Me! Nightbringer（2023年）[44]

### オーディオドラマ
- Obey Me! シリーズ（ベルゼブブ）
  - Arcadia「助けてルシファー」（2020年）
  - Hungry Six-Pack「料理って難しい！」（2021年）
  - Dreamscape「激突！ゴミを捨てるのは誰だ！」（2021年）
  - Telepathy「噛みしめてメッセージ」（2021年）
  - It's My Party / Eternal「It's サプライズパーティ」（2021年）
  - My Wish「ルークとトロール」（2022年）
  - On Your Way / With You「金と魂の漂流」（2022年）
- SHIRANAMI 5（大和[45]）
  - 1st season（2022年）
  - 2nd season（2023年）

### ドラマCD
- Spicy Café -スパイシーカフェ-（甘利集我）
  - Vol.1 - 4（2021年 - 2022年）
  - Season2（2023年）

### ラジオ
※はインターネット配信。
- Otaku FM（YouTube※） - ゲスト
  - レヴィアタン先生のOtaku FM 第1回（2021年1月1日）
  - Otaku FM Anime and Chill 第3回・第10回（2021年8月20日・12月3日）
  - Otaku FM Anime and Chill 2 第7回（2022年10月14日）
- 青春アドベンチャー「負け犬たちのミッドナイト・バス」（2021年2月1日 - 12日、NHK-FM）[46]
- FMシアター「タイパな私の生きる道」（2023年7月15日、NHK-FM）[47]

### イベント
- マイクロソフト「8 nights Osaka」（2012年12月6日） - MC[48]
- 兵庫ストークス ホームゲーム
  - vs デイトリックつくば（2013年3月16日、グリーンアリーナ神戸） - リポーター[49]
  - vs トヨタ自動車アルバルク東京（2014年10月26日、パナソニックアリーナ） - アリーナMC[50]
- 神戸コレクション「NTTブース」
- インターネプコンジャパン「オムロンブース」

## ディスコグラフィ

### キャラクターソング
| 発売日   | 商品名                    | 歌                                                                             | 楽曲                    | 備考                                                       |
| 2021年   | 2021年                    | 2021年                                                                         | 2021年                  | 2021年                                                     |
| -------- | ------------------------- | ------------------------------------------------------------------------------ | ----------------------- | ---------------------------------------------------------- |
| 10月11日 | Obey Me! The Album        | ベルゼブブ（矢口恭平）                                                         | 「Hungry Six-Pack」     | ゲーム『Obey Me!』関連曲                                   |
| 2022年   |                           |                                                                                |                         |                                                            |
| 08月19日 | On Your Way / With You    | Obey Me! Boys                                                                  | 「On Your Way」         | Webアニメ『Obey Me! The Anime Season 2』エンディングテーマ |
| 08月19日 | On Your Way / With You    | Obey Me! Boys                                                                  | 「With You」            | Webラジオ『Otaku FM Anime and Chill 2』エンディングテーマ  |
| 2023年   |                           |                                                                                |                         |                                                            |
| 01月16日 | Obey Me! The Album 2      | Obey Me! Boys                                                                  | 「It's My Party」       | Webアニメ『Obey Me! The Anime』エンディングテーマ          |
| 01月16日 | Obey Me! The Album 2      | Obey Me! Boys                                                                  | 「Eternal」             | Webラジオ『Otaku FM Anime and Chill』エンディングテーマ    |
| 01月16日 | Obey Me! The Album 2      | ベルゼブブ（矢口恭平）、ベルフェゴール（大西哲史）                             | 「Telepathy」           | ゲーム『Obey Me!』関連曲                                   |
| 01月16日 | Obey Me! The Album 2      | レヴィアタン（加田智志）、アスモデウス（ミウラアイム）、ベルゼブブ（矢口恭平） | 「Trigger」             | ゲーム『Obey Me!』関連曲                                   |
| 03月22日 | SHIRANAMI THE MUSIC Vol.1 | YAMATO（矢口恭平）                                                             | 「i ro ha」             | オーディオドラマ『SHIRANAMI 5』関連曲                      |
| 03月22日 | SHIRANAMI THE MUSIC Vol.1 | SHIRANAMI 5                                                                    | 「Winner or Loser」     | オーディオドラマ『SHIRANAMI 5』関連曲                      |
| 03月24日 | Devil's Way               | Obey Me! Boys                                                                  | 「Devil's Way」         | ゲーム『Obey Me! Nightbringer』オープニングテーマ          |
| 10月28日 | Spooky Night Parade       | Obey Me! Boys                                                                  | 「Spooky Night Parade」 | ゲーム『Obey Me! Nightbringer』関連曲                      |
| 12月18日 | Magic Moment              | Obey Me! Boys                                                                  | 「Magic Moment」        | ゲーム『Obey Me! Nightbringer』関連曲                      |
| 2024年   |                           |                                                                                |                         |                                                            |
| 04月21日 | Anniversary               | Obey Me! Boys                                                                  | 「Anniversary」         | ゲーム『Obey Me! Nightbringer』関連曲                      |
| 11月26日 | The Seven Rulers          | Obey Me! Boys                                                                  | 「The Seven Rulers」    | ゲーム『Obey Me! Nightbringer』関連曲                      |

### ユニットメンバー
1. 1 2 3 4  ルシファー（山下和也）、マモン（古林裕貴）、レヴィアタン（加田智志）、サタン（角真也）、アスモデウス（ミウラアイム）、ベルゼブブ（矢口恭平）、ベルフェゴール（大西哲史）
2. ↑  YAMATO（矢口恭平）、KIKKA（鈴木凱也）、SHINPEY（西村一輝）、ISSEI（酒井広大）、RIKI（白木慈恩）